# Ivor Novello Awards
Pour les articles homonymes, voir Novello (homonymie) et Ivor Novello (homonymie).
Les Ivor Novello Awards sont des récompenses musicales remises par l'Académie britannique des auteurs-compositeurs depuis 1955 et honorant chaque année des chanteurs, auteurs et compositeurs. En 2009, plus de 1 000 statuettes avaient été décernées.
Elle tiennent leur nom de l'auteur-compositeur, chanteur et acteur britannique Ivor Novello (1893-1951).

## Artistes récompensés
Parmi les groupes ou chanteurs qui ont été récompensés depuis l'origine, on peut citer :
- Adele
- Lily Allen
- Bat for Lashes
- Bryan Adams
- Benny Andersson
- Richard Ashcroft
- Athlete
- Gary Barlow
- Beyoncé
- Blur
- David Bowie
- Kate Bush
- Eric Clapton
- Vince Clarke
- Coldplay
- Phil Collins
- John Dankworth
- The Darkness
- Craig David
- Ray Davies
- Cathy Dennis
- Lynsey de Paul
- Dido
- Duffy
- Duran Duran
- Erasure
- The Feeling
- Fatboy Slim
- David Gilmour
- Martin Gore
- Justin Hayward
- Imogen Heap
- Roger Hodgson
- Neil Innes
- Yusuf Islam
- Jamiroquai
- Keane
- John Lennon
- Annie Lennox
- Gary Lightbody
- Jeff Lynne
- Madness
- Madonna
- Iron Maiden
- Manic Street Preachers
- Scott Matthews
- Brian May
- Paul McCartney
- Freddie Mercury
- George Michael
- Muse
- Oasis
- Roland Orzabal
- Pet Shop Boys
- Radiohead
- The Shadows
- Siouxsie
- Dave Stewart
- Sting
- John Tavener
- Ted Heath
- Richard Thompson
- The Ting Tings
- Alex Turner
- U2
- Björn Ulvaeus
- Roger Whittaker
- Robbie Williams
- Amy Winehouse
- Andy McCluskey
- Passenger (Mike Rosenberg)
- Ed Sheeran
- London Grammar

## Palmarès

### Meilleure chanson - musique et paroles
| Année       | Titre                           | Chanteur ou groupe         |
| Années 1960 | Années 1960                     | Années 1960                |
| ----------- | ------------------------------- | -------------------------- |
| 1968        | She's Leaving Home              | The Beatles                |
| Années 1970 |                                 |                            |
| 1970        | Where Do You Go To (My Lovely)? | Peter Sarstedt             |
| 1971        | Something                       | The Beatles                |
| 1972        | Don't Let It Die                | Hurricane Smith            |
| 1973        | Without You                     | Badfinger                  |
| 1974        | Daniel                          | Elton John                 |
| 1975        | Streets of London               | Ralph McTell               |
| 1978        | Don't Cry for Me Argentina      | Julie Covington            |
| 1979        | Baker Street                    | Gerry Rafferty             |
| Années 1980 |                                 |                            |
| 1980        | The Logical Song                | Supertramp                 |
| 1981        | Woman in Love                   | Barbra Streisand           |
| 1982        | Memory                          | Andrew Lloyd Webber        |
| 1983        | Have You Ever Been in Love      | Leo Sayer                  |
| 1984        | Every Breath You Take           | The Police                 |
| 1985        | Against All Odds                | Phil Collins               |
| 1986        | Nikita                          | Elton John                 |
| 1987        | Don't Give Up                   | Peter Gabriel et Kate Bush |
| 1988        | Something Inside So Strong      | Labi Siffre                |
| 1989        | They Dance Alone                | Sting                      |
| Années 1990 |                                 |                            |
| 1990        | The Living Years                | Mike + The Mechanics       |
| 1991        | Sacrifice                       | Elton John                 |
| 1992        | The Whole of the Moon           | The Waterboys              |
| 1993        | Why                             | Annie Lennox               |
| 1994        | If I Ever Lose My Faith in You  | Sting                      |
| 1995        | Think Twice                     | Céline Dion                |
| 1996        | Common People                   | Pulp                       |
| 1997        | Too Much Love Will Kill You     | Brian May                  |
| 1998        | Paranoid Android                | Radiohead                  |
| 1999        | Believe                         | Cher                       |
| Années 2000 |                                 |                            |
| 2000        | Strong                          | Robbie Williams            |
| 2001        | Babylon                         | David Gray                 |
| 2002        | Walk On                         | U2                         |
| 2003        | The Other Side                  | David Gray                 |
| 2004        | Leave Right Now                 | Will Young                 |
| 2005        | Dry Your Eyes                   | The Streets                |
| 2006        | Suddenly I See                  | KT Tunstall                |
| 2007        | Elusive                         | Scott Matthews             |
| 2008        | Love Is a Losing Game           | Amy Winehouse              |
| 2009        | One Day Like This               | Elbow                      |
| Années 2010 |                                 |                            |
| 2010        | The Fear                        | Lily Allen                 |
| 2011        | Becoming a Jackal               | Villagers                  |
| 2012        | The A Team                      | Ed Sheeran                 |
| 2013        | Next to Me                      | Emeli Sandé                |
| 2014        | Strong                          | London Grammar             |
| 2015        | Take Me to Church               | Hozier                     |
| 2016        | Wasn't Expecting That           | Jamie Lawson               |
| 2017        | Black Man in a White World      | Michael Kiwanuka           |
| 2018        | Magnificent (She Says)          | Elbow                      |
| 2019        | Nica Libres at Dusk             | Ben Howard                 |
| 2020        | Age of Anxiety                  | Jamie Cullum               |
| 2021        | God's Own Children              | Obongjayar                 |
| 2022        | Seventeen Going Under           | Sam Fender                 |
| 2023        | King                            | Florence and the Machine   |
| 2024        | Black Swan                      | Victoria Canal             |